# 川辺村 (埼玉県北葛飾郡)
川辺村（かわべむら）は埼玉県の東部、北葛飾郡に属していた村。

## 地理
- 河川：江戸川、庄内古川（中川）

## 歴史
- 1889年（明治22年）4月1日 町村制施行により、米崎村、飯沼村、赤崎村、水角村、中野村、米島村、新宿新田が合併し中葛飾郡川辺村が成立する。
- 1896年（明治29年）3月29日 中葛飾郡と北葛飾郡が統合し北葛飾郡となる。
- 1954年（昭和29年）7月1日 北葛飾郡宝珠花村、富多村、南桜井村と合併し庄和村となる。
- 1960年（昭和35年）11月3日 庄和村が北葛飾郡杉戸町の一部（木崎、芦橋、倉常）を編入する。
- 1964年（昭和39年）4月1日 庄和村が町制施行し庄和町となる。
- 2005年（平成17年）10月1日 庄和町が春日部市と合併し春日部市を新設する。

## 備考
明治22年以前の地名は以下の通り
- 米島村（原、吉岡、外谷津、尾ヶ崎、中屋敷、内谷津、西宮）
- 新宿新田（西の宮、南台、東台、大砂、犬塚）
- 中野村（南台、宮前、宮下、権現、吉岡、房田、鷲前、本村、駿河、榎台、向の内）
- 飯沼村（中野下、三番割、二番割、一番割、新屋敷、吉岡下、沿向、中九尺、中大名、大名、九尺）
- 米崎村（雷電、仲田、橋本、橋本上、根用水東）
- 水角村（茨島、九尺、立道、安西、田中、稲荷、古川）
- 赤崎村（川端、古川通、巻畔、大多里、中、沖）